# ابراهیما فوفانا (بازیکن فوتبال، زاده ۱۹۴۶)
ابراهیما فوفانا (انگلیسی: Ibrahima Fofana؛ زادهٔ ۱۹۴۶) بازیکن فوتبال اهل گینه است.
وی همچنین در تیم ملی فوتبال گینه بازی کرده است.